# Spazio di libertà, sicurezza e giustizia
L'istituzione dello spazio di libertà, sicurezza e giustizia si fonda sul titolo V del trattato sul funzionamento dell'Unione europea (articoli 67-89). Lo spazio è stato creato per garantire l'assenza di controlli alle frontiere interne, offrendo al contempo un livello elevato di protezione ai cittadini.

## Storia

### TREVI (1975–1992)
TREVI è stata una cooperazione intergovernativa - o forum - di funzionari nazionali dei ministeri della Giustizia e degli Interni della Comunità Europea che è stata creata nel corso del Consiglio europeo tenutosi a Roma l'1 e 2 dicembre 1975.
La prima riunione di TREVI a livello di alti funzionari si tenne a Roma, dove si trova la famosa Fontana di Trevi e la riunione fu presieduta da un olandese dal nome di Fonteijn (che si traduce come fontana). In realtà la dicitura TREVI secondo fonti francesi stava per "Terrorisme, Radicalisme, Extrémisme et Violence Internationale".
La creazione di TREVI fu la risposta a diversi atti terroristici, in particolare la presa di ostaggi e il massacro accaduto durante i Giochi olimpici del 1972 a Monaco di Baviera e l'incapacità di Interpol in quel momento di assistere efficacemente i paesi europei nella loro lotta contro questi terroristi. Tuttavia, mentre TREVI inizialmente era destinato a coordinare le risposte alla lotta al terrorismo tra i governi europei, estese gradualmente la propria funzione a molte altre questioni di polizia transfrontaliera tra i membri della Comunità europea.
Molte delle pratiche e gran parte della struttura dell'ex terzo pilastro dell'Unione europea giustizia e affari interni (GAI) sono state fondate sulla base di TREVI.

### Giustizia e affari interni (1993–1999)
Prima del Trattato di Maastricht gli Stati membri cooperavano a livello intergovernativo in vari settori relativi al libero movimento e alla sicurezza personale, oltre che alla polizia giudiziaria. Con Maastricht la cooperazione in materia di Giustizia e affari interni voleva rafforzare le iniziative prese dagli stati membri con un approccio coerente per le azioni da intraprendere, offrendo una serie di azioni coordinate. Fu creato nel 1992 con il Trattato di Maastricht terzo pilastro dell'Unione europea con il nome di giustizia e affari interni (GAI).

#### Obiettivi
Il Trattato di Maastricht stabilisce che, nel raggiungimenti degli obiettivi dell'unione e in particolare la libertà di movimento, gli stati membri considerano le seguenti aree come interesse comune:
- Asilo
- Regole sull'ingresso dalle frontiere esterne
- Politiche di immigrazione e politiche sui cittadini degli stati terzi
- Lotta alle droghe
- Lotta alla criminalità internazionale
- Cooperazione giudiziaria in materia civile
- Cooperazione giudiziaria in materia penale
- Cooperazione doganale
- Cooperazione di polizia per prevenire e combattere il terrorismo, il commercio di droga e altre gravi forme di criminalità internazionale, comprendendo, se necessario, alcuni aspetti di cooperazione doganale

#### Istituzioni, funzionamento  e politiche
Le istituzioni che gestiscono la GAI sono il Consiglio europeo, che definisce i principi e gli orientamenti generali, e il Consiglio dell'Unione europea che, sulla base degli orientamenti forniti dal Consiglio europeo, prende le decisioni necessarie per la definizione e la messa in opera della GAI. Un ruolo marginale è attribuito alla Commissione e al Parlamento.
Il funzionamento della GAI come "terzo pilastro" dell'UE, utilizza  il cosiddetto "Metodo intergovernativo" che poggia su una logica di cooperazione tra i governi, ed è caratterizzata da questi elementi:
- diritto di iniziativa della Commissione limitato a determinati aspetti specifici e condiviso con gli Stati membri
- ricorso generalizzato all'unanimità in sede di Consiglio
- ruolo consultivo del Parlamento europeo
- ruolo limitato della Corte di giustizia

Il metodo intergovernativo si contrappone al "Metodo comunitario", funzionante nel primo pilastro dell'UE.
Le attività dell'Unione Europea nell'ambito della GAI, sono portate avanti principalmente attraverso le sue agenzie:
- Europol per la cooperazione di polizia
- Eurojust per la cooperazione giudiziaria in materia penale
- L'Accademia europea di polizia (CEPOL)

La libera circolazione delle persone nell'ambito dello Spazio Schengen è considerata l'elemento più significativo acquisito dalla GAI.

### Cooperazione giudiziaria e di polizia in materia penale (1999–2009)
Nel 1999 con il Trattato di Amsterdam trasferì le aree dell'immigrazione illegale, dei visti, dell'asilo e della cooperazione giudiziaria in materia civile nel primo pilastro (Comunità Europea). Dopo il 1999 si deve parlare quindi più propriamente di "Cooperazione giudiziaria e di polizia in materia penale".  La cooperazione giudiziaria e di polizia in materia penale  costituiva il cosiddetto "Terzo pilastro" dell'Unione europea, attraverso il quale gli Stati membri perseguono l'obiettivo di creare uno spazio europeo di libertà, di sicurezza e di giustizia all'interno dell'UE.

### Dopo il Trattato di Lisbona
Un passo avanti nello sviluppo della GAI, necessario per costruire lo "Spazio di libertà, di sicurezza e di giustizia" dell'Unione, si è avuto con l'adozione del Trattato di Lisbona che prevede l'abolizione dei tre pilastri e la "comunitarizzazione" della GAI che funziona con il Metodo comunitario.